# Thomas Steininger
Thomas Steininger (* 3. oder 4. Dezember 1817 in Hollenstein; † 6. Februar 1872 in Zwettl) war ein österreichischer Gerichtsschreiber, Sekretär, Sparkassendirektor und kurzzeitiger Reichstagsabgeordneter.

## Leben
Thomas Steininger wurde am 3. oder 4. Dezember 1817 als Sohn des Webers Johann(es) Steininger († 1851) und dessen Ehefrau Eva (geborene Koller), Tochter des Limbacher Zimmermanns Johannes Koller und der Theresia Schrenck (?), in Hollenstein (heute eine Katastralgemeinde von Kirchberg am Walde im Bezirk Gmünd) geboren. Nach seiner Schulausbildung absolvierte er bis 1843 an der Universität Wien ein Studium der Rechtswissenschaft und war danach ab 1843 als Beamter an der Gefälle- und Domänen-Hofbuchhaltung in Wien beschäftigt. 1845 wurde er Konzeptspraktikant am Magistrat Krems in Niederösterreich, ehe er im März 1848 Gerichtsaktuar in Kirchberg am Walde und 1850 Gemeinde- und Sparkassensekretär in Zwettl wurde. In diesen Zeitraum fiel auch seine kurze Zeit als Reichstagsabgeordneter. Nach dem Rücktritt von Ignaz Mascha wurde Steininger in den Reichstag nachgewählt und war in diesem vom 5. Dezember 1848 bis zu dessen Auflösung am 7. März 1849 im linken Flügel der Liberalen vertreten. Der Reichstag war zum Zeitpunkt seiner Amtsaufnahme bereits nach Kremsier verlegt worden. In seiner Funktion als Gemeindesekretär wurde er auch des Öfteren als Kurator bestellt oder war für Verpachtungen im Gemeindegebiet – unter anderem für die heute denkmalgeschützte Neumühle am Kampufer (1861) – zuständig.
Im Jahr 1853 heiratete er Viktoria Kastner, mit der er einen Sohn und zwei Töchter hatte.
Nachdem er drei Tage zuvor seine Sterbesakramente erhalten hatte, starb Steininger am 6. Februar 1872 im Alter von 54 Jahren an Lungenschwindsucht. Zuletzt war er Direktor der Zwettler Sparkassa und Obmann des Zwettler Straßenconcurrenz-Ausschusses.